# Tymczasowy rząd Izraela
Tymczasowy rząd Izraela – rząd Izraela, sformowany 14 maja 1948, którego premierem został Dawid Ben Gurion z Mapai. Rząd został powołany po ogłoszeniu Deklaracji niepodległości Izraela. Funkcjonował do 10 marca 1949, kiedy to - po  pierwszych wyborach parlamentarnych powstał pierwszy rząd Izraela również pod przywództwem Dawida Ben Guriona.